# Marek Stebnicki
Marek Stebnicki (ur. 11 listopada 1965 w Dynowie) – polski hokeista, reprezentant Polski, olimpijczyk. Działacz hokejowy.

## Kariera
Wychowanek Polonii Bytom. W latach 1983–1991/2001-2005 w lidze polskiej rozegrał 545 meczów i strzelił 300 bramek. W latach 1991–2001 zagrał 506 spotkań w lidze niemieckiej w zespole Krefeld Pinguine i Revierlöwen Oberhausen, strzelił 120 goli.
W barwach reprezentacji Polski do lat 20 uczestniczył w turnieju mistrzostw świata juniorów do lat 20 edycji 1985 (Grupa A). W barwach reprezentacji polski seniorów uczestniczył w turniejach mistrzostw świata edycji 1985 (Grupa B), 1986 (Grupa A), 1987 (Grupa B), 1989 (Grupa A), 1991 (Grupa B) oraz zimowych igrzysk olimpijskich 1988. Łącznie w reprezentacji Polski w hokeju na lodzie mężczyzn zagrał 81 razy i zdobył 24 bramki. 
Po wygraniu przez Polskę turnieju mistrzostw świata Grupy B w 1985 i uzyskanym awansie do Grupy A został odznaczony Brązowym Medalem za Wybitne Osiągnięcia Sportowe.
Zamieszkał w Radzionkowie. Od listopada 2012 do grudnia 2014 był prezesem TMH Polonia Bytom.

## Sukcesy
Reprezentacyjne
- Awans do Grupy A mistrzostw świata: 1985, 1987, 1991

Klubowe
- Złoty medal mistrzostw Polski: 1984, 1986, 1988, 1989, 1990, 1991 z Polonią Bytom, 2003, 2004 z Unią Oświęcim
- Srebrny medal mistrzostw Polski: 1985, 1987 z Polonią Bytom, 2002 z GKS Katowice, 2005 z Unią Oświęcim
- Turniej finałowy Pucharu Europy: 1985 z Polonią Bytom
- Puchar „Sportu” i PZHL: 1988, 1989 z Polonią Bytom
- Puchar Polski: 2002 z Unią Oświęcim

Indywidualne
- I liga polska w hokeju na lodzie (1987/1988):
  - Pierwsze miejsce w klasyfikacji strzelców: 44 gole
  - Pierwsze miejsce w klasyfikacji kanadyjskiej: 62 punkty
- I liga polska w hokeju na lodzie (1988/1989):
  - Złoty Kij[5]